# Damir Šimac
Damir Šimac (* 20. Februar 1968) ist ein ehemaliger jugoslawischer Fußballspieler.

## Werdegang
Der Abwehrspieler Damir Šimac spielte in der Jugend für den SC Herford und dann von 1986 bis 1992 für Arminia Bielefeld. Er feierte sein Debüt in der 2. Bundesliga am 14. Juni 1987 beim 5:4-Sieg der Arminia beim KSV Hessen Kassel. Im Jahre 1988 stieg Šimac mit den Bielefeldern aus der 2. Bundesliga in die Oberliga Westfalen ab und verließ vier Jahre später Bielefeld mit unbekanntem Ziel. Für die Arminia absolvierte Šimac acht Zweitligaspiele und 60 Oberligaspiele, bei denen er ohne Torerfolg blieb.